# Вукасовићи
Вукасовићи су насељено мјесто у општини Илијаш, Босна и Херцеговина.

## Становништво
|             | 2013.        | 1991.         | 1981.         | 1971.         |
| Укупно      | 100 (100,0%) | 254 (100,0%)  | 249 (100,0%)  | 192 (100,0%)  |
| Бошњаци     | 100 (100,0%) | 250 (98,43%)1 | 248 (99,60%)1 | 191 (99,48%)1 |
| Остали      | –            | 3 (1,181%)    | –             | 1 (0,521%)    |
| Југословени | –            | 1 (0,394%)    | 1 (0,402%)    | –             |

1. 1 На пописима од 1971. до 1991. Бошњаци су пописивани углавном као Муслимани.